# Nowotarski Antal
Nowotarski Antal (Czatkowice, Galícia, 1825 – Pécs, 1901. március 23.) kertész.

## Életpályája
Nowotarski Antal (nevének változatai még: Nowotarszky, Novotarski) 1825-ben született Lengyelországban Nowotarski József gazdatiszt fiaként. 1840-ben jött Magyarországra, Pécsett telepedett le, ahol 1851-ben a Nepomuk (ma Munkácsy) utcában megalapította Délnyugat-Magyarország legnagyobb kertészetét. A virágtermesztés mellett rövidesen áttért a díszfaiskolai termesztésre is. Később növénynemesítéssel is foglalkozott.
Pécsett hunyt el 76 évesen, 1901. március 23-án tüdőlégdaganat következtében. Felesége Laibing Erzsébet volt.

## Munkássága
Több, helyi jelentőségű zöldségfajtát (kel, zöldbab stb.) adott a termesztésnek. A Mecsek vidéki őszibaracktermesztés kialakításában nagy szerepet játszott. Keresztezés útján állította elő a Novotarski-barackot.